# Alamedilla
Alamedilla – gmina w Hiszpanii, w prowincji Grenada, w Andaluzji, o powierzchni 90,71 km². W 2018 roku gmina liczyła 599 mieszkańców. Jego historia zaczyna się od osadnictwa plemion w okresie paleolitu i neolitu.